# هانتر زولومون
هانتر زولومون (بالإنجليزية: Hunter Zolomon)‏ ويعرف أيضا باسم زووم، هو شخصية شرير خيالية يظهر في القصص المصورة الأمريكية التي تنشرها دي سي كومكس. ظهر للمرة الأولى في نوفمبر 2002. من ابتكار كل من جيف جونز وسكوت كولينز. وضع موقع آي جي إن هذه الشخصية في المركز 37 ضمن قائمة أعظم الأشرار في القصص المصورة. يتميز بسرعته العالية وهو عدو للبرق. كما يتميز بخبرته في علم الجريمة وعلم النفس. ظهرت الشخصية في مسلسل البرق وأدى دوره الممثل تيدي سيرز.